# Carlo Antonio Broggia

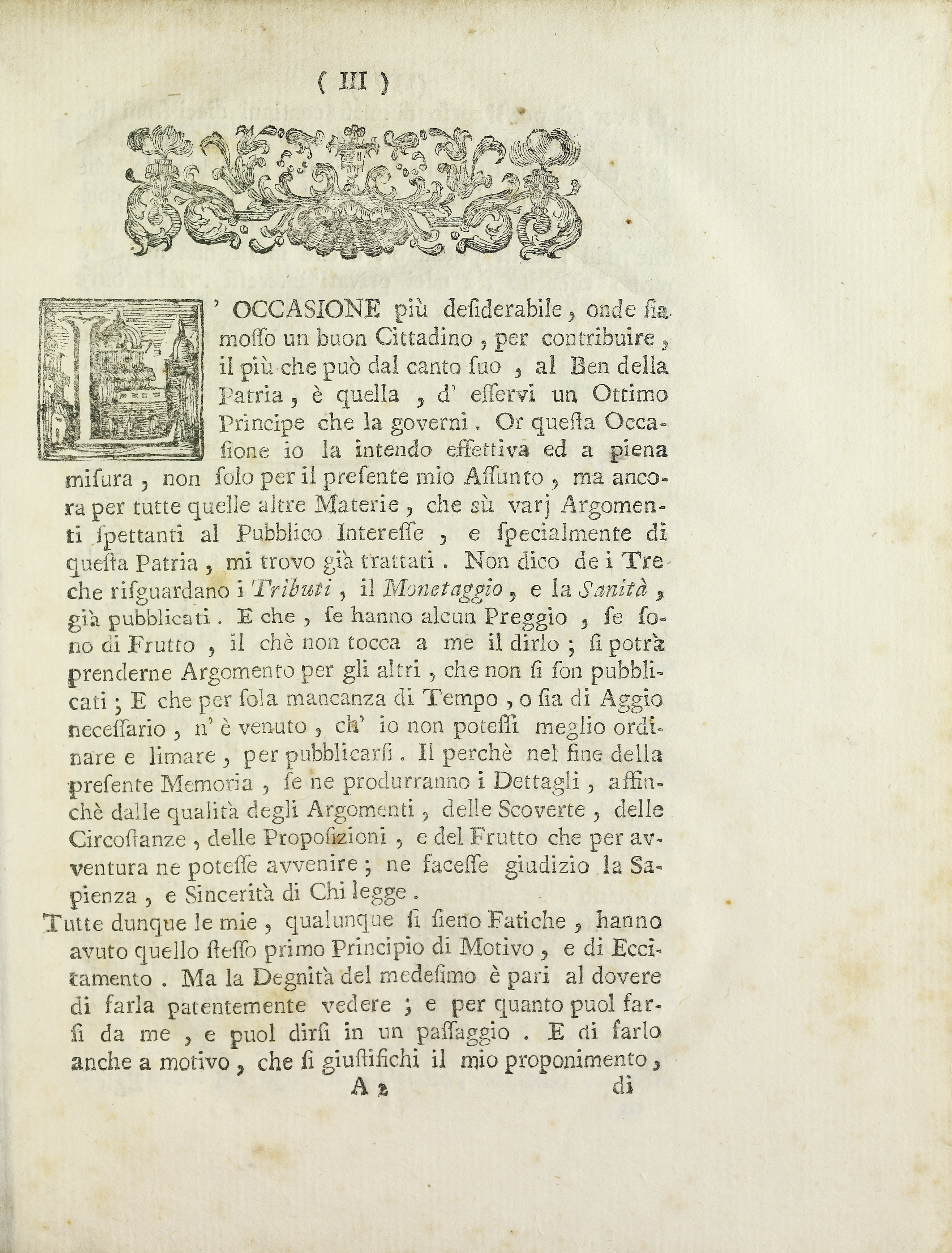
Première page de Memoria ad oggetto di varie politiche ed economiche ragioni… (1754)

Carlo Antonio Broggia, né en 1698 à Naples où il meurt en septembre 1767, est un économiste italien, réformateur et théoricien de la fiscalité.

## Œuvres
- (it) Trattato de' tributi, delle monete, e del governo politico della sanità, Naples, 1743 (lire en ligne)
- (it) Memoria ad oggetto di varie politiche ed economiche ragioni e temi di utili raccordi che in causa del monetaggio di Napoli s'espongono e propongono, Naples, 1754 (lire en ligne)